# Cryptomys hottentotus
Cryptomys hottentotus é uma espécie de roedor da família Bathyergidae.
Pode ser encontrada no Lesoto, África do Sul, Suazilândia, Moçambique, Maláui, Zimbábue, Zâmbia e Tanzânia.